# エスレンジ

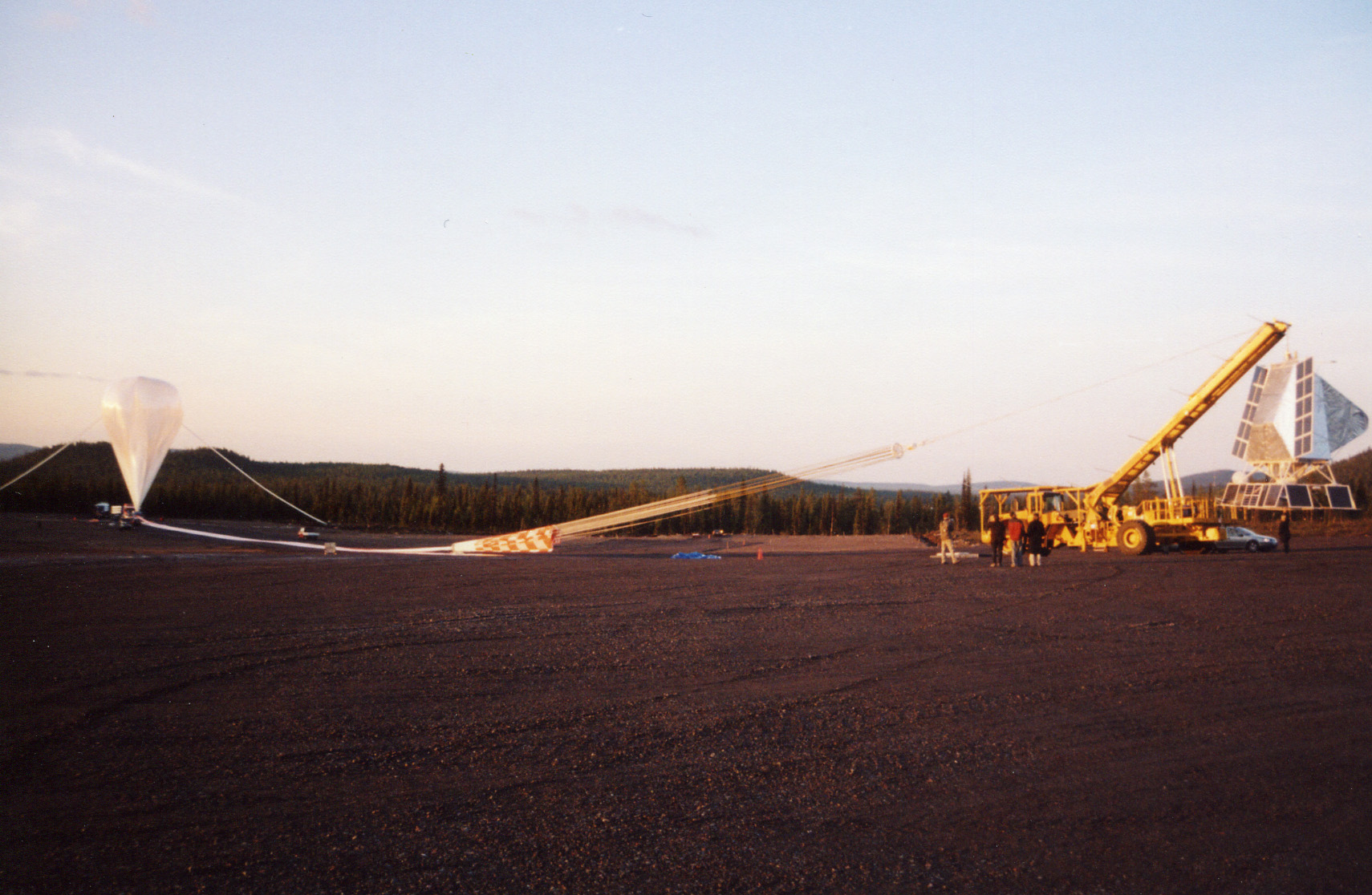
BLAST望遠鏡と離陸前の高高度気球

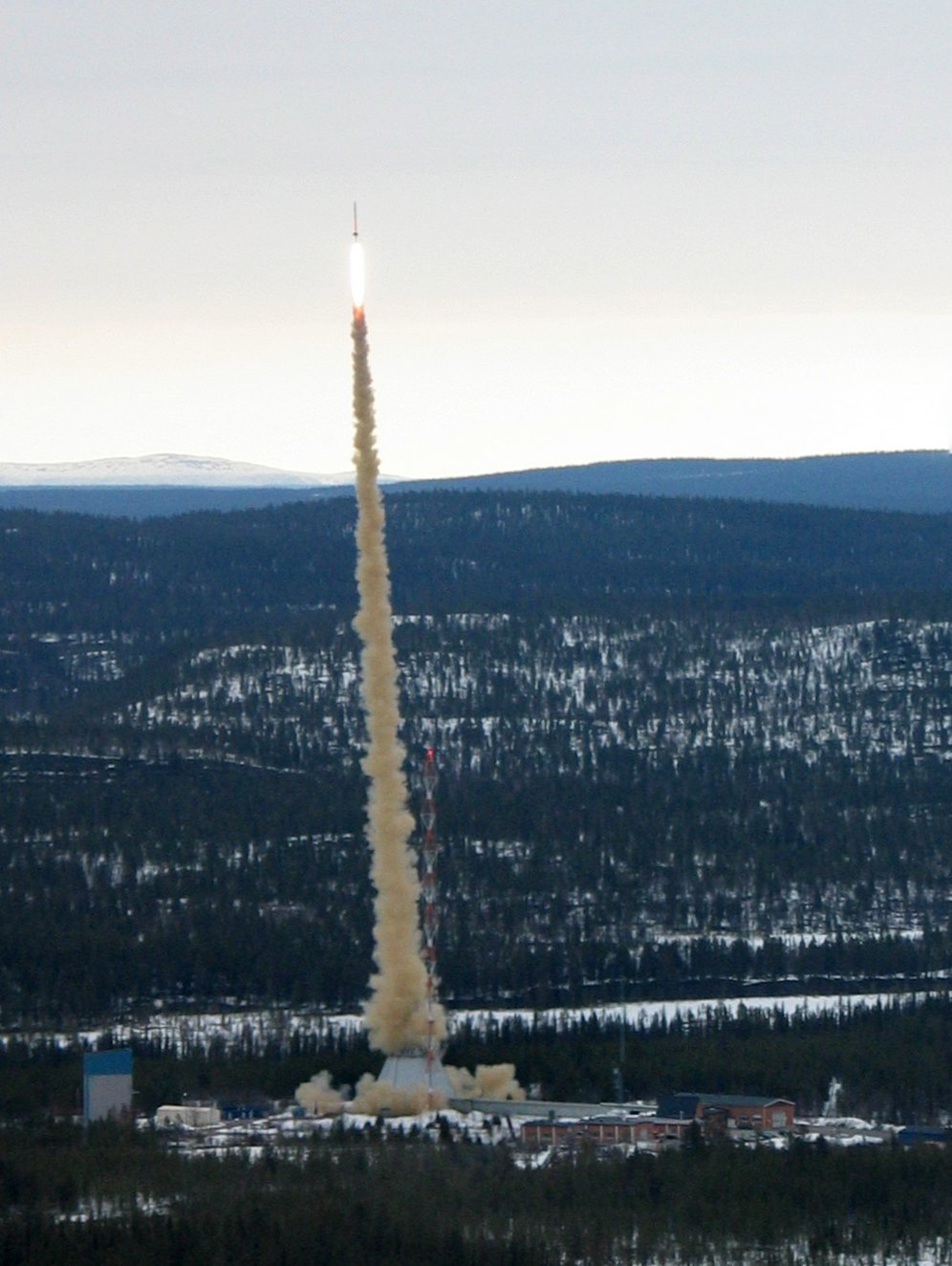
Skylarkロケット。2005年5月2日

エスレンジ（Esrange）は、スウェーデン北部のキルナ近郊に位置するロケット発射場、および研究施設。高高度気球を用いた科学研究、北極光の観測、観測ロケットの打上げ、人工衛星のトラッキング等を行っている。
ヴァージン・ギャラクティックのリチャード・ブランソンはこの場所で宇宙旅行に使用する宇宙港の建設を考えている。
エスレンジは1964年に欧州宇宙研究機構（ESRO）によって建設され、1972年に新しく発足したスウェーデン宇宙公社に所有権が移された。

## ロケットの発射
スウェーデンにおけるロケット活動は主にクロノゴードで行われていた（1961年から64年に18発）。1964年にESROがエスレンジ射場を設立する。
1966年から1972年の間に、ESROは150基以上のロケットを打ち上げた。そのほとんどはサントールやナイキ・アパッチ、 スキュアロケットであり、高度は100kmから220km。大気圏・電離層研究に重点が置かれていた。
1972年にエスレンジの管理はスウェーデン宇宙公社に移され、より大型のロケットも打ち上げられるようになった。現在、テクサス、メーザー、マクサスという3つのプログラムがエスランジの主なロケット活動になっており、ESA・DLRの微重力研究をサポートしている。
| プログラム | ロケットモータ                     | 最高高度   | ペイロード重量 | 微重力時間 | 期間      | 発射回数 | 顧客     |
| ---------- | ---------------------------------- | ---------- | -------------- | ---------- | --------- | -------- | -------- |
| TEXUS      | スカイラーク7、VSB-30              | 250-300 km | 330-400 kg     | 6 分       | 1977-     | 47       | DLR・ESA |
| メーザー   | Black Brant、スカイラーク7、VSB-30 | 250-300 km | 330-400 kg     | 6 分       | 1987-     | 11       | ESA      |
| マクサス   | キャスター4B                       | 700-720 km | 800 kg         | 12-13分    | 1991-     | 7        | ESA・DLR |
| Mini-Texus | ナイキ・オライオン                 | 120-150 km | 160-200 kg     | 3-4 分     | 1993-1998 | 6        | DLR・ESA |

1966年以後エスレンジから400発以上のロケットが打ち上げられた。個々のロケットについての情報はEsrange rocket launch listを参照。

### 発射台
エスランジは4台の発射台を保有している
- アリエス発射台（Aries launcher）
- サントール発射台（Centaure launcher）
- MRL発射台（MRL Launcher、Black Brantの発射に使用）
- スカイラーク発射塔（Skylark launch tower、マクサスとSkylarkに使用)

## 衛星サービス
エスランジは北極に近い緯度のため、極軌道上の衛星との通信に適している。衛星サービスは1978年に始まった。

### 通信衛星
- Tele-X (1989-1998)
- Sirius-1 (1995-2003)
- Sirius-2 (1997-2009)
- Sirius-3 (1998-)
- Sirius-4 (2008-)

### 科学衛星
すべてのスウェーデンの科学衛星はエスランジを通じてコントロールされてきた。
- Viking (1986-1987)
- Freja (1992-1996)
- Astrid-1 (1995)
- Astrid-2 (1998-1999)
- Odin (2001-)